# Johann Jacob Daniel Weiß
Johann Jacob Daniel Weiß oder John Weiß (* 15. Mai 1773 in Rostock; † 25. Dezember 1843 in Brighton) war ein Fabrikant chirurgischer Instrumente.

## Leben
Johann Jacob Daniel Weiß wurde als drittes Kind des Rostocker Messerschmiedemeisters Georg Bernhard Jacob Weiß und seiner Frau Anna Elisabeth geb. Warnkross geboren. Das Geburtsdatum ist nicht gesichert, lediglich das Taufdatum 16. Mai 1773. Die Mutter starb bereits vier Jahre später, der Vater 1803 in ärmlichen Verhältnissen. Johann Jacob Daniel Weiß erlernte ebenfalls das Handwerk eines Messerschmieds. 1800 wanderte er nach England aus und lebte zunächst in London. Er arbeitete dort in der Firma von Georg Berend Jacob Weiß, eines entfernten Verwandten, der aus Braunschweig stammte. Hier nannte er sich John Weiß und übernahm später die Leitung der Firma, die jetzt unter seinem Namen firmierte. Die Firma stellte chirurgische Apparate und Geräte her, die Weiß entwickelte. 1825 konstruierte er eine Magenpumpe, die in der Mitte des 19. Jahrhunderts weit verbreitet war. Diese Entwicklung ließ er patentieren.

## Ehrungen
1826 besuchte Weiß seine Heimatstadt und machte dem Rostocker Rat eine Schenkung. Eine wertvolle Zusammenstellung von ihm produzierter Instrumente wurde den Rostocker Ärzten übergeben, die diesen leihweise zur Verfügung gestellt werden konnte. Dies war der Anlass, ihm am 25. August 1826 die Ehrenbürgerwürde von Rostock zu verleihen.
| Personendaten    | Personendaten                       |
| ---------------- | ----------------------------------- |
| NAME             | Weiß, Johann Jacob Daniel           |
| ALTERNATIVNAMEN  | Weiß, John                          |
| KURZBESCHREIBUNG | Fabrikant chirurgischer Instrumente |
| GEBURTSDATUM     | 15. Mai 1773                        |
| GEBURTSORT       | Rostock                             |
| STERBEDATUM      | 25. Dezember 1843                   |
| STERBEORT        | Brighton (England)                  |